# Wusu
Wusu (乌苏市S) o Usu è una città-contea della Cina, situata nella regione autonoma di Xinjiang e amministrata dalla prefettura di Tacheng.